# Liste des sénateurs du Gers

## Sénateurs duGerssous laIIIeRépublique
- Anselme Batbie, de 1876 à 1887
- Louis Lacave-Laplagne, de 1876 à 1897
- Philippe de Montesquiou-Fezensac, de 1887 à 1897
- Paul Destieux-Junca, de 1896 à 1920
- Louis Aucoin, de 1897 à 1906
- Alexandre Laterrade, de 1897 à 1906
- Odilon Lannelongue, de 1906 à 1911
- Frédéric Sancet, de 1906 à 1920
- Paul Decker-David, de 1912 à 1918
- Joseph Masclanis, de 1920 à 1924
- Jean-Baptiste Noulens, de 1920 à 1924
- Jean Philip, de 1920 à 1941
- Isidore Tournan, de 1924 à 1939
- Abel Gardey, de 1924 à 1941

## Sénateurs du Gers sous laIVeRépublique
- Auguste Sempé de 1946 à 1948
- Louis Lafforgue de 1948 à 1955
- Paul-Émile Descomps de 1948 à 1959
- Abel Sempé de 1955 à 1959

## Sénateurs du Gers sous laVeRépublique
- Louis Leygue de 1959 à 1962
- Abel Sempé de 1959 à 1989
- Henri Tournan de 1962 à 1980
- Marc Castex de 1980 à 1989
- Robert Castaing de 1989 à 1998
- Aubert Garcia de 1989 à 1998
- Yves Rispat de 1998 à 2008
- Aymeri de Montesquiou de 1998 à 2015
- Franck Montaugé depuis 2014
- Raymond Vall de 2008 à 2014 et de 2015 à 2020
- Alain Duffourg depuis 2020